# クメール人民民族解放戦線
クメール人民民族解放戦線（クメールじんみんみんぞくかいほうせんせん、クメール語: រណសិរ្សរំដោះជាតិប្រជាជនខ្មែរ）は、カンボジアの政党であり、1979年のカンボジア・ベトナム戦争中に親ベトナム政権であるカンプチア人民共和国に反対して同国の元首相であったソン・サンが結成した組織である。思想的には共和主義を掲げた。通称ソン・サン派とも呼ばれる。

## 概要
前述の内戦中はタイ領内の難民キャンプを拠点にしてゲリラ戦を行っており、和平協定成立後はカンボジア最高国民評議会に参加し後に党名を仏教自由民主党に変更した。思想的には共和主義を掲げた。

党旗はクメール共和国時代の国旗とした。

なお内戦中はクメール・ルージュやフンシンペックと共に三派連合政権を作り、日本の東京でのカンボジア和平会談に参加した他パリ和平協定にも当事者として調印している。